# Schistura punctifasciata
Schistura punctifasciata är en fiskart som beskrevs av Kottelat, 1998. Schistura punctifasciata ingår i släktet Schistura och familjen grönlingsfiskar. IUCN kategoriserar arten globalt som otillräckligt studerad. Inga underarter finns listade i Catalogue of Life.